# Phòng thủ tên lửa

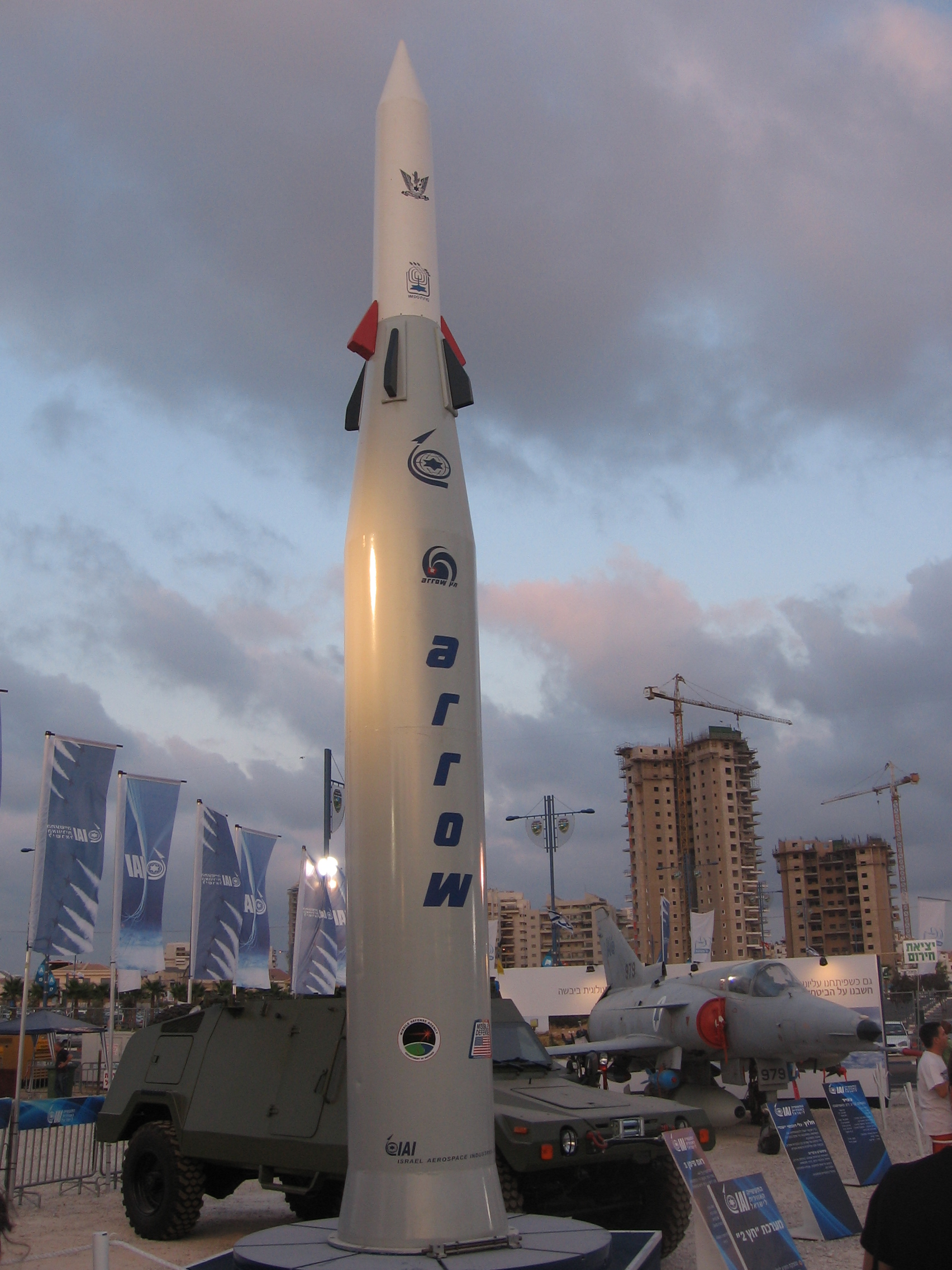
Tên lửa chống tên lửa đạn đạo Arrow 2

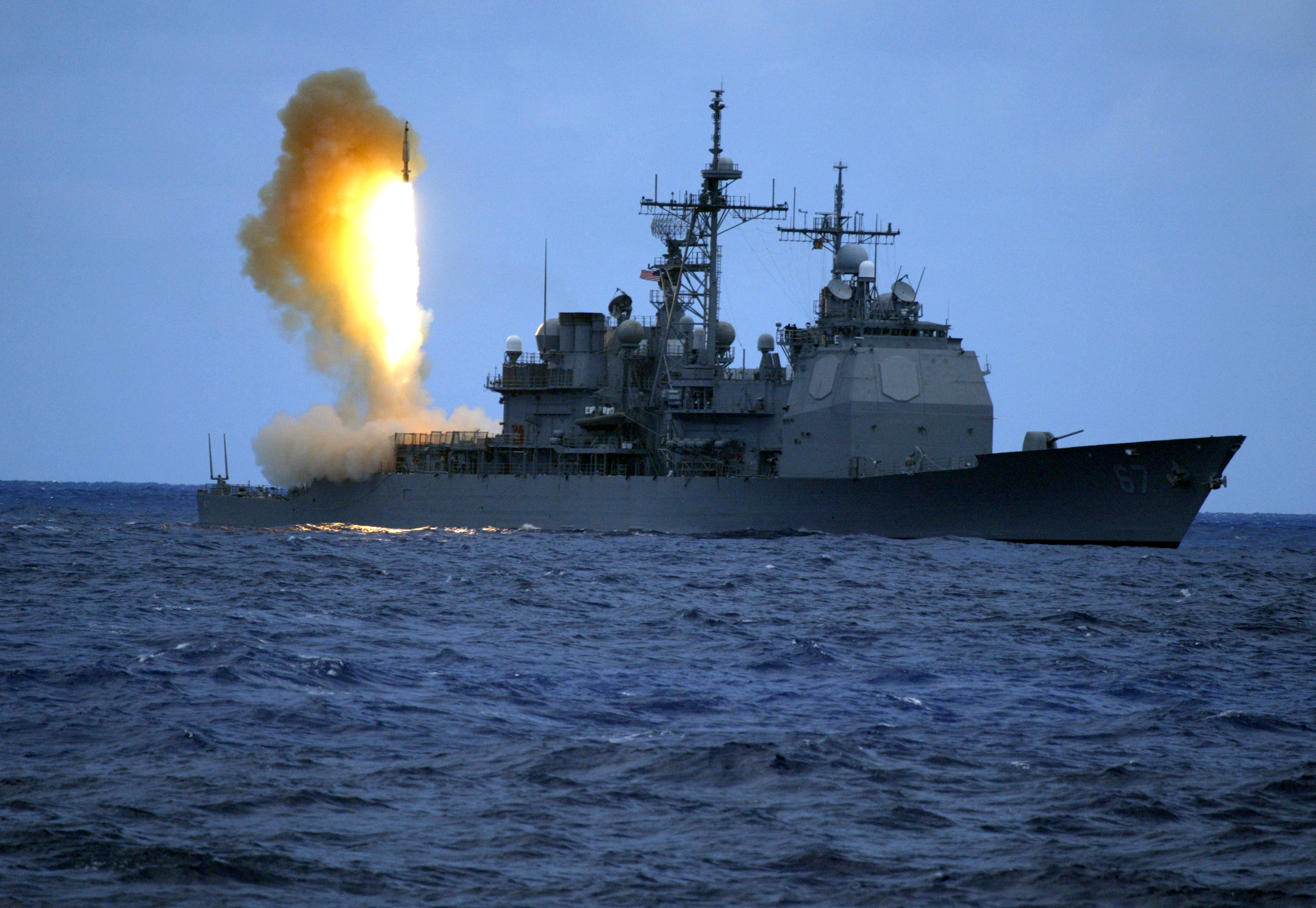
Hệ thống phòng thủ tên lửa đạn đạo Aegis. Tên lửa chống tên lửa đạn đạo RIM-161 Standard Missile 3 được phóng đi từ tàu USS Shilon, một tàu khu trục lớp Ticonderoga của Hải quân Mỹ.

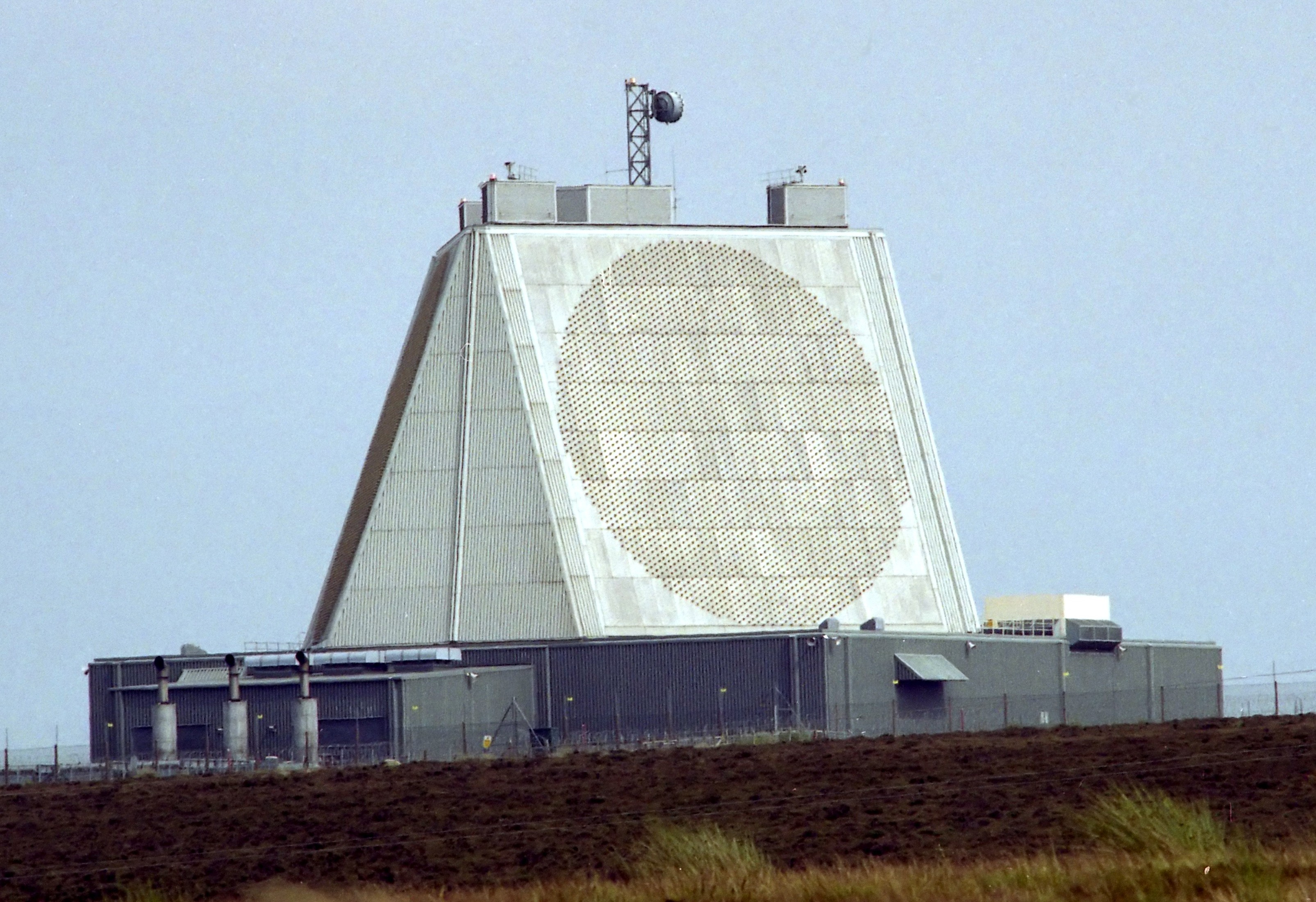
Radar mảng pha của hệ thống cảnh báo sớm tên lửa tại căn cứ Không quân Fylingdales

Hệ thống phòng thủ tên lửa là một hệ thống vũ khí hoặc công nghệ được áp dụng vào việc phát hiện, bắt bám, đánh chặn và có thể là cả phá hủy tên lửa tấn công. Ban đầu nó là giải pháp phòng thủ chống lại tên lửa đạn đạo xuyên lục địa (ICBM) được trang bị vũ khí hạt nhân, sau đó nó đã được mở rộng để bao gồm cả việc phòng thủ trước các tên lửa chiến thuật và tầm ngắn đầu đạn thông thường có tầm ngắn hơn.
Trung Quốc, Pháp, Ấn Độ, Iran, Israel, Italy, Nga, Đài Loan và Vương Quốc Anh, Hoa Kỳ đều phát triển các hệ thống phòng thủ tên lửa của riêng mình.

## Bibliography
- Nicole C. Evans, "Missile Defense: Winning Minds, Not Hearts", Bulletin of the Atomic Scientists, September/October 2004.
- Daniel Möckli, "US Missile Defense: A Strategic Challenge for Europe", CSS Analyses in Security Policy no. 12, April 2007.
- Ishmael Jones, The Human Factor: Inside the CIA's Dysfunctional Intelligence Culture, New York: Encounter Books (2010) (ISBN 978-1594032233). Missiles intelligence.